# Oliveira do Mondego e Travanca do Mondego
Oliveira do Mondego e Travanca do Mondego (oficialmente: União das Freguesias da Oliveira do Mondego e Travanca do Mondego) é uma freguesia portuguesa do município de Penacova, com 22,58 km² de área e 955 habitantes (censo de 2021). A sua densidade populacional é 42,3 hab./km².

## História
Foi constituída em 2013, no âmbito de uma reforma administrativa nacional, pela agregação das antigas freguesias de Oliveira do Mondego e Travanca do Mondego.

## Demografia
A população registada nos censos foi:
| Distribuição da População por Grupos Etários | Distribuição da População por Grupos Etários | Distribuição da População por Grupos Etários | Distribuição da População por Grupos Etários | Distribuição da População por Grupos Etários | Distribuição da População por Grupos Etários |
| -------------------------------------------- | -------------------------------------------- | -------------------------------------------- | -------------------------------------------- | -------------------------------------------- | -------------------------------------------- |
| Antes da agregação                           |                                              |                                              |                                              |                                              |                                              |
| Ano                                          | 0-14 anos                                    | 15-24 anos                                   | 25-64 anos                                   | >= 65 anos                                   | Total                                        |
| 2001                                         | 166                                          | 182                                          | 660                                          | 263                                          | 1271                                         |
| 2011                                         | 140                                          | 93                                           | 572                                          | 274                                          | 1079                                         |
| Após a agregação                             |                                              |                                              |                                              |                                              |                                              |
| Ano                                          | 0-14 anos                                    | 15-24 anos                                   | 25-64 anos                                   | >= 65 anos                                   | Total                                        |
| 2021                                         | 92                                           | 98                                           | 464                                          | 301                                          | 955                                          |

## Povoações
As povoações da freguesia são:
- Na antiga freguesia de Oliveira do Mondego - Alto das Lamas, Areeiro, Bairro Martins Soares, Coiço, Cunhedo, Lavradio, Oliveira do Mondego, Paredes, Porto da Raiva.
- Na antiga freguesia de Travanca do Mondego -  Aguieira, Azinhaga da Vinha, Covais, Coval, Lagares, Portela, Conchada, Travanca do Mondego e Tojeira.

## Festas e Romarias
- Travanca do Mondego - Festa de São Sebastião - Dia 20 de Janeiro
- Aguieira - Festa N.ª Senhora da Guia - Último domingo de Maio ou primeiro domingo de Junho
- Travanca do Mondego - Festas em honra de N.ª Senhora dos Remédios -  Dia 15, 16 e 17 de Agosto
- Covais - Festa de São João - 24 de Junho
- Oliveira do Mondego - Nossa Sr.ª da Piedade - 1º fim de semana de agosto
- Cunhedo – Festa em Honra de Santo Amaro - 15 de Janeiro
- Coiço – Festa em Honra de Santo António –  dia 13 de Junho
- Porto da Raiva – Festa em honra de Nossa Sr.ª da Boa Viagem – 3º fim de semana de agosto
- Paredes - Festa em Honra de São Miguel - 29 de setembro
- Oliveira do Mondego - Dia de Santa Marinha, padroeira da freguesia
- Travanca do Mondego - Dia de São Tiago, padroeiro da freguesia
- Lavradio – Festa em Honra de S. Vicente - 22 de janeiro